# ليو حسين
ليو حسين (بالإنجليزية: Leo Hussain)‏ هو موسيقي بريطاني، ولد في 1978.